# Богдан (корпорація)
Богда́н — автомобілебудівна корпорація, один з основних операторів автомобільного ринку України.
Корпорація "Богдан" була створена в лютому 2005 року шляхом об'єднання декількох підприємств, з метою реалізації масштабних інвестиційних проєктів, направлених на створення в Україні потужностей з виробництва автотранспортних засобів різних типів.
Виробничі потужності корпорації "Богдан" дозволяють сьогодні виготовляти 120—150 тисяч легковиків, до 9 тисяч автобусів та тролейбусів у всіх класах, а також близько 15 тисяч вантажівок та спеціалізованої техніки. Заводи компанії розташовані у Луцьку та Черкасах.
В липні 2021 року корпорція була визнана банкрутом, розпочато процедуру ліквідації.

## Віхи історії
1992 — Зародження бізнесу. Початок продажів автомобілів ГАЗ, ІЖ, Москвич, УАЗ
1996 — Початок продажів автомобілів KIA в Україні
1998 — Придбання Черкаського авторемонтного заводу (в подальшому ВАТ «Черкаський автобус»)
1999 — Підписання угоди про дистрибуцію автомобілів Hyundai в Україні.
1999 — Випуск першого автобусу «Богдан» малого класу
2000 — Придбання Луцького автомобільного заводу (ЛуАЗ)
2000 — Початок виробництва легкових авто з машинокомплектів Волзького автомобільного заводу
2003 — Розпочато експорт автобусів «Богдан»
2004 — Підписання генеральної угоди з Isuzu Motors Limited (Японія) про використання бренду Isuzu на автобусах українського
виробництва для зовнішніх ринків
2005 — Шляхом добровільного об'єднання 20 юридичних осіб заснована корпорація «Богдан»
2006 — Відкриття першої черги автобусного виробництва у Луцьку
2006 — Корпорація «Богдан» (Україна), Isuzu Motors Limited (Японія) та Sojitz Corporation (Японія) підписали трьохсторонній договір
про створення спільного підприємства
2007 — Експорт автобусів в країни СНД та ближнього зарубіжжя вже становить 50 % від обсягів виробництва
2007 — Початок виробництва автобусів «Богдан» туристичного класу
2008 — Розпочато серійне виробництво сучасних низькопідлогових тролейбусів (м. Луцьк, Україна)
2008 — Відкриття найсучаснішого в Україні заводу з виробництва легкових авто потужністю 120—150 000 автомобілів на рік (м. Черкаси, Україна)
2008 — Закладено основи розвитку повномасштабного виробництва вантажівок. Відкрито новий завод з виробництва вантажної та комерційної техніки (м. Черкаси, Україна)
2009 — Завершено капіталізацію ЛуАЗу. Усі виробничі активи увійшли до складу одного підприємства — ВАТ «ЛуАЗ»
2009 — Змінено назву Луцького автомобільного заводу. Відтепер виробничі потужності корпорації мають назву Публічне Акціонерне Товариство «Автомобільна Компанія „Богдан Моторс“»
2009 — Розпочато виробництво легкового комерційного автомобіля власної розробки Богдан 2310 на базі Лада 2110
2012 — Представлений перший український гібридний автобус Богдан А705.22

## Сучасність

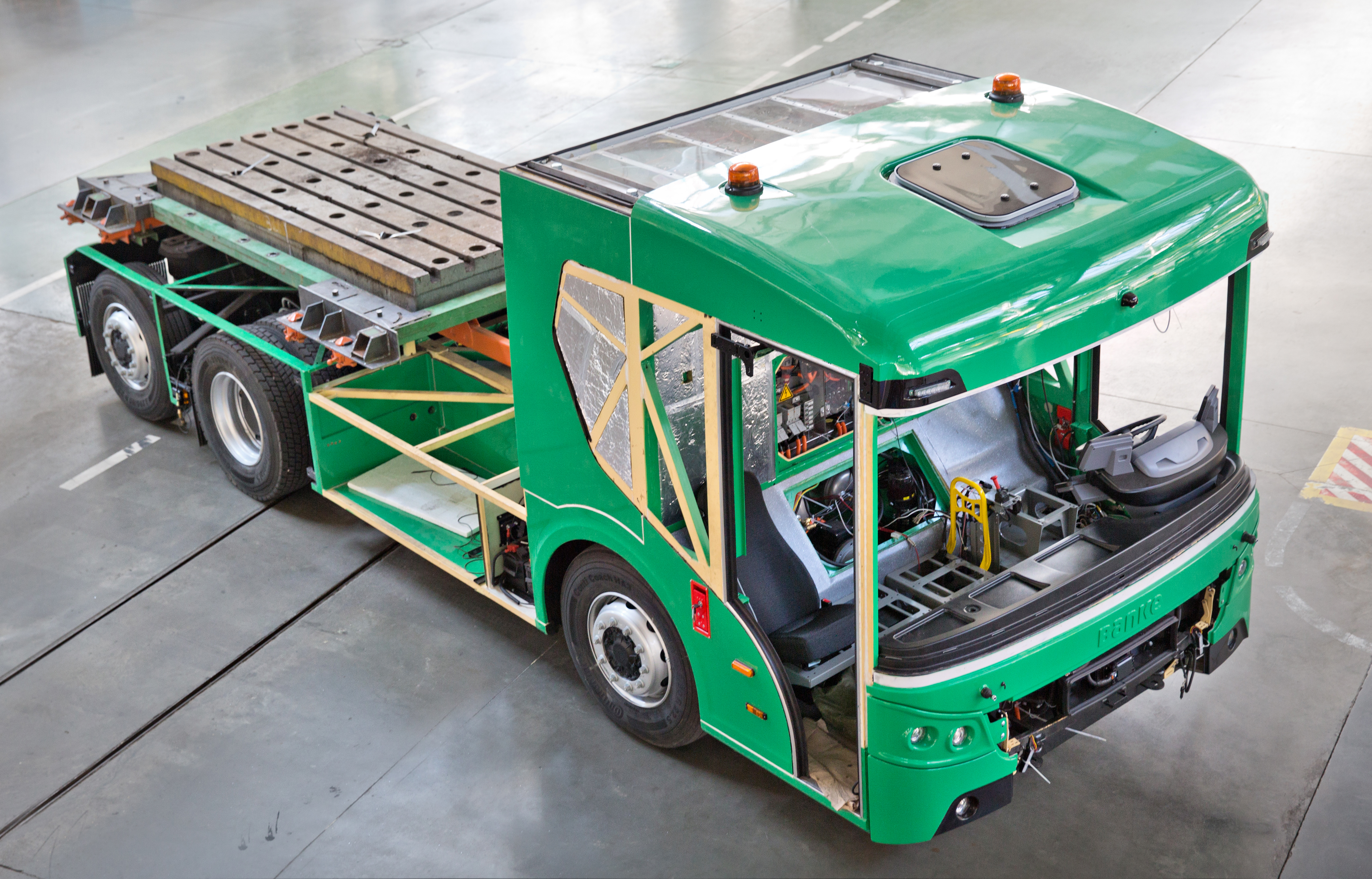
Електромашина ERCV27

Квітень 2018 — презентація багатоцільового позашляховика Богдан–2351.
Квітень 2018 — підписання угоди із КПІ та Науковим парком «Київська політехніка» для розробки нового транспорту.
Червень 2018 — корпорація передала французькому виробнику екологічного транспорту Bluebus 5 12–метрових кузовів для електробусів.
Липень 2018 — компанія стала імпортером автомобілів GreatWall та HAVAL в Україні, відкрито автосалон HAVAL у Києві.
Липень 2018 — компанія презентувала оновлену версію санітарного автомобіля Богдан–2251. Нова партія автомобілів отримала більше десятка удосконалень.
Серпень 2018 — «Богдан» передав армії чергову партію вантажівок підвищеної прохідності «Богдан–6317». Цього року компанія планує передати понад 200 одиниць такої техніки.
Серпень 2018 — військова техніка «Богдан» взяла участь у параді до Дня незалежності України 24 серпня. Зокрема, 7 командирських позашляховиків «Богдан–2351» і 4 санітарні автомобілі Богдан–2251. Техніка проїхала колоною Хрещатиком з нагоди 27 річниці Незалежності України. Крім того, на Софійській площі було представлено броньований багатофункціональний автомобіль підвищеної прохідності «Барс–8», оснащений 120–мм мобільним мінометним комплексом.
Вересень 2018 — «Богдан» відправив до ЗСУ понад сто одиниць автомобільної техніки як частину державного оборонного замовлення. До цієї партії увійшли оновлені санітарні автомобілі Богдан–2251 та вантажівки «Богдан–6317». Модель Богдан–2251 доопрацювали у співпраці з військовими медиками на замовлення Міністерства оборони України.
Жовтень 2018 — «Богдан» передав шкільні автобуси «Богдан А22412» для Волинської області в рамках програми «Шкільний автобус».
В листопаді 2018 «Богдан» представив першу українську електричну вантажівку для данської компанії Banke Electromotive. Електромашина ERCV27 призначена для механізованого завантаження твердих побутових відходів. Вона працюватиме у містах Європейського Союзу. Того місяця «Богдан» достроково виконав контракт з Міноборони на виготовлення і постачання санітарних автомобілів «Богдан–2251» до ЗСУ.
Грудень 2018 року: компанія передала до ЗСУ 20 автомобілів Богдан–6317 у рамках замовлення від Міноборони.
У січні 2019 року «Богдан Моторс» переміг в аукціоні на поставку Києву 55 низькопідлогових надвеликих тролейбусів «Богдан Т90117». Також цього місяця компанія підписала нові контракти із Міністерством оборони на постачання оновлених санітарних машин «Богдан–2251» та вантажівок «Богдан–6317» до Збройних сил України. Крім того, було укладено нову угоду із французькою компанією Bluebus щодо виробництва кузовів для електричних автобусів.
У лютому 2019 року «Богдан Моторс» переміг у тендері на постачання Харкову 57–ми 12–метрових тролейбусів Т70117, пасажиромісткість яких становить 105 осіб.
У березні 2019 року «Богдан Моторс» виграв тендер на постачання 12-метрових тролейбусів до міста Суми. Також цього місяця компанія виготовила перший 18-метровий кузов для електробусів французької компанії Bluebus в рамках контракту.
У лютому 2020 року корпорація «Богдан Моторс» оголосила про скорочення працівників з приводу тиску слідчих органів на підприємство.
Наприкінці грудня 2020 року стало відомо, що автомобільна компанія «Богдан Моторс» цього року фактично закрила завод у Черкасах, який виготовляв автомобільну техніку для Міноборони, у цехах порожньо — працівників скорочено, вирішується питання про початок процедури банкрутства.
28 квітня 2021 року Державне бюро розслідувань провело обшуки на підприємствах ПрАТ «Завод „Кузня на Рибальському“» та підрозділах ПАТ «АК „Богдан Моторс“».
В лютому 2024 року після проходу через тривалу процедуру банкрутства, трансформації підприємство змогло зберегти виробництво і реформувало. Отримало експортний контракт на 2024 рік. Замість ДП АСЗ № 1 «Богдан моторс» оперує нова компанія — «БАС МОТОР».

## Структура
У її склад входять близько 20 компаній, серед яких:

### З виробництва транспортних засобів
ПАТ "Автомобільна компанія «Богдан Моторс». ДП№ 1 — виробництво автобусів та тролейбусів, ДП№ 2 — виробництво легкових авто

### З реалізації та сервісного обслуговування транспортних засобів
- ТОВ «Богдан Авто Холдинг» — продаж та сервісне обслуговування автомобілів. Автомобілі холдингу реалізуються на території України через філії та розвинуту дилерську мережу
- ТОВ «Торговельно-сервісний дім „Богдан“» — продаж та сервісне обслуговування автобусів «Богдан»

### З надання автосервісних послуг, гарантійного та післягарантійного обслуговування
ТОВ «Богдан Авто Холдинг»

### Інші підприємства
- ДП «Транспортне підприємство „Богдан“» — транспортно-експедиційні послуги.
- ТОВ «Автомобільна Група „Богдан“» — надання консультаційних та інформаційних послуг.
- ТОВ «Інженерно-будівельна компанія ПБС» — проєктні та проєктно-вишукувальні роботи.

## Виробництво

### Легкові автомобілі
Корпорація «Богдан» має найсучасніше в Україні підприємство з повномасштабного виробництва легкових автомобілів в місті Черкаси (ДП «Автоскладальний завод № 2» ПАТ "Автомобільна Компанія «Богдан Моторс»).

#### Історія
Історія виробництва легкових автомобілів Корпорацією «Богдан» розпочинається з 2000 року, коли з машинокомплектів Волзького автомобільного заводу (АвтоВАЗ, Росія) були виготовлені перші автомобілі. З того часу компанія інвестує значні кошти в розвиток, розширення та модернізацію виробництва. 20 червня 2008 року введено в експлуатацію перше за часи існування незалежної України національне автомобілебудівне підприємство. Обсяг інвестицій в цей проєкт склав більше 330 млн доларів.

#### Виробничі потужності
Потужність підприємства становить 120 000—150 000 легкових автомобілів на рік. Підприємство налічує 2 цехи складання автомобілів, 2 цехи зварювання, цехи доводки, тестування та логістики, а також унікальний комплекс лакофарбування кузовів та фарбування пластмас. Наявність процесу нанесення першого ґрунту (електроосадження) вигідно відрізняє його від подібних виробництв на пострадянському просторі.

#### Модельний ряд
За ліцензіями Корпорація на своїх потужностях виробляє автомобілі Богдан–2110 (ВАЗ–2110), Богдан–2111 (ВАЗ–2111), Hyundai Accent, Hyundai Elantra XD та Hyundai Tucson. Нещодавно Корпорація розпочала виробництво автомобіля Богдан 2310 — пікап, а також Богдан–2312 власної розробки на базі ВАЗ–2110. Конструкція фургону розроблена з урахуванням можливості встановлення газобалонного обладнання. Наразі тривають тестування та сертифікація автомобіля і готується друга версія pick–up — бортова тентова модифікація із рамною конструкцією.

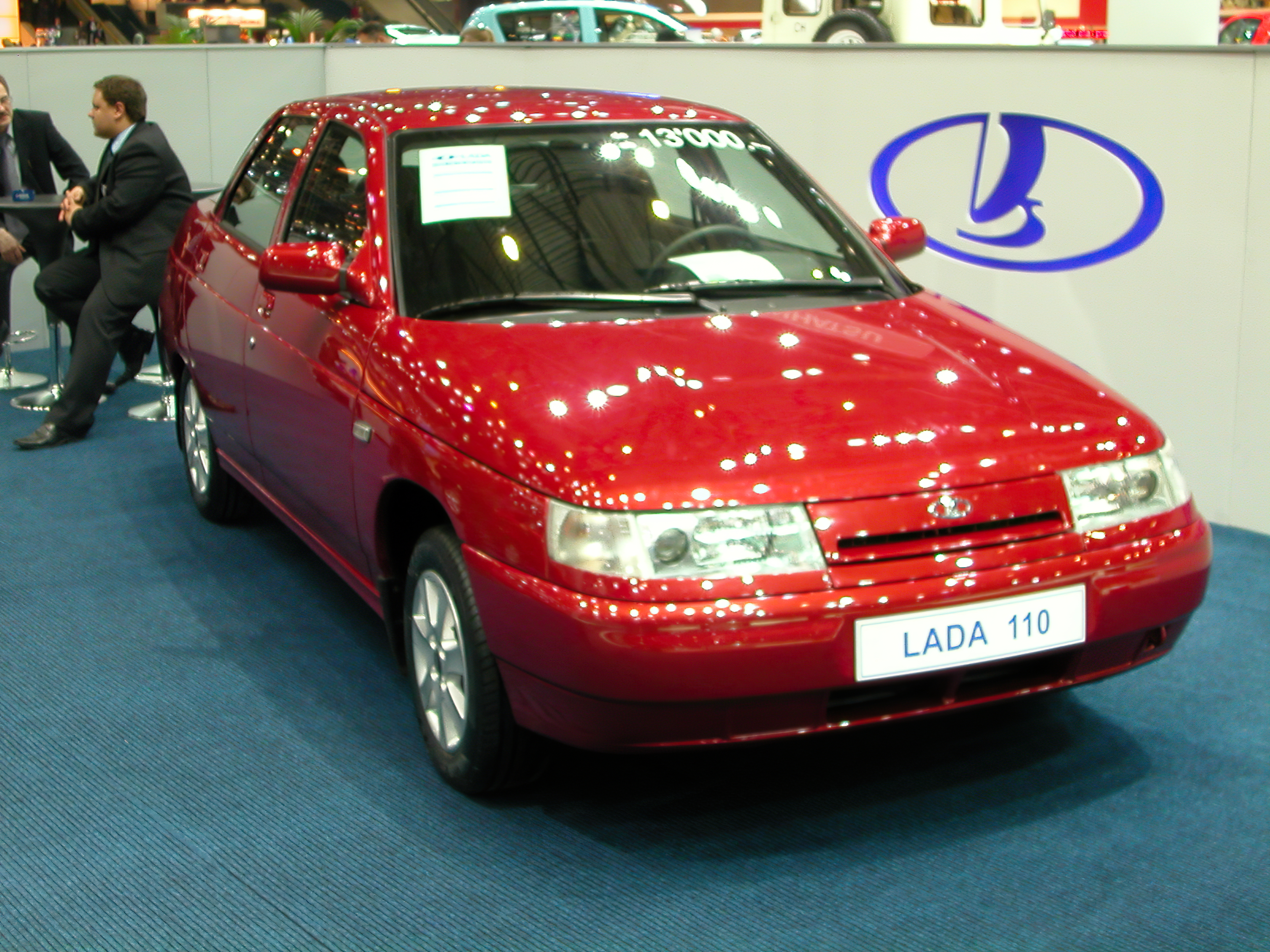
Богдан–2110
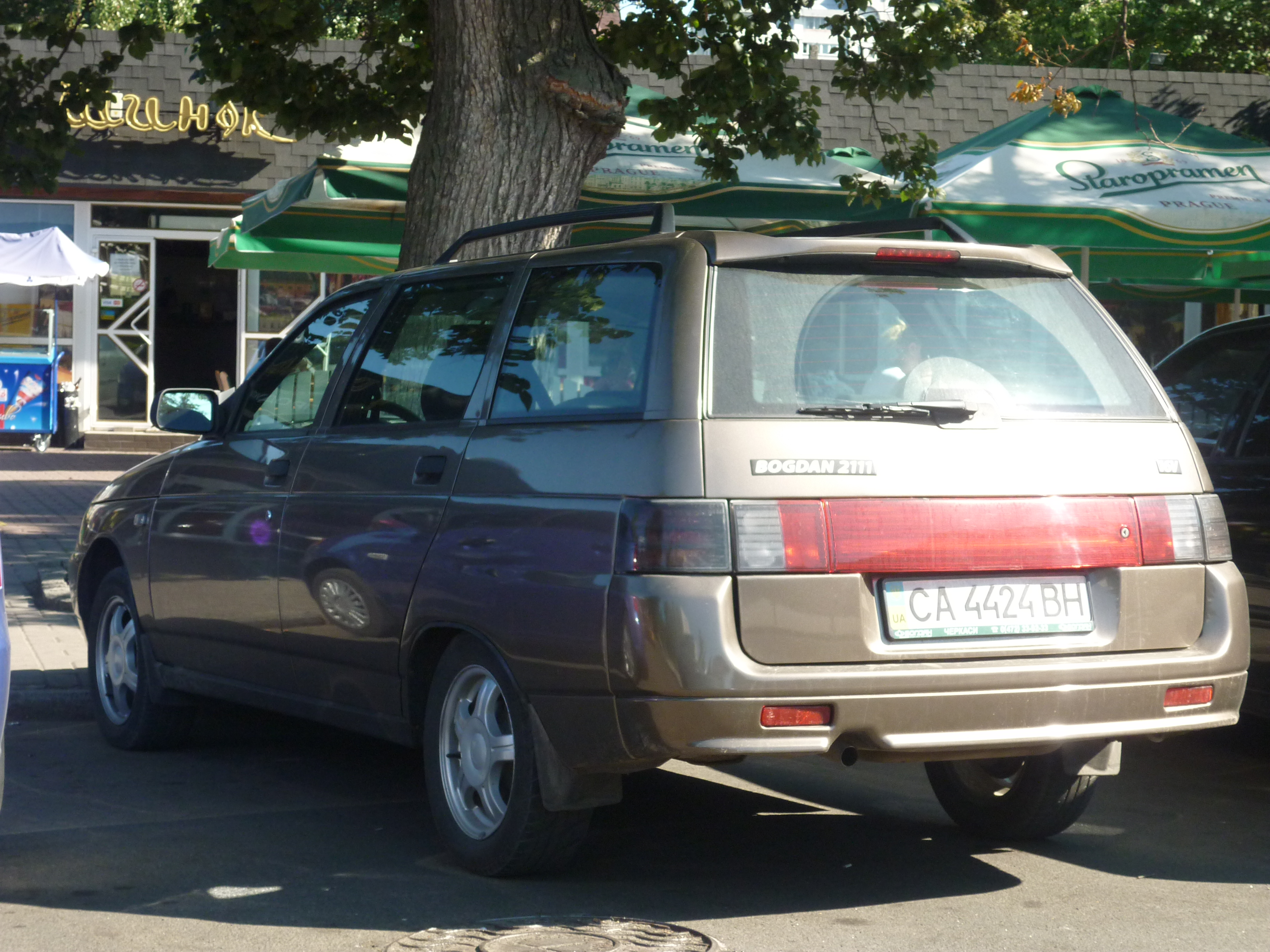
Богдан–2111
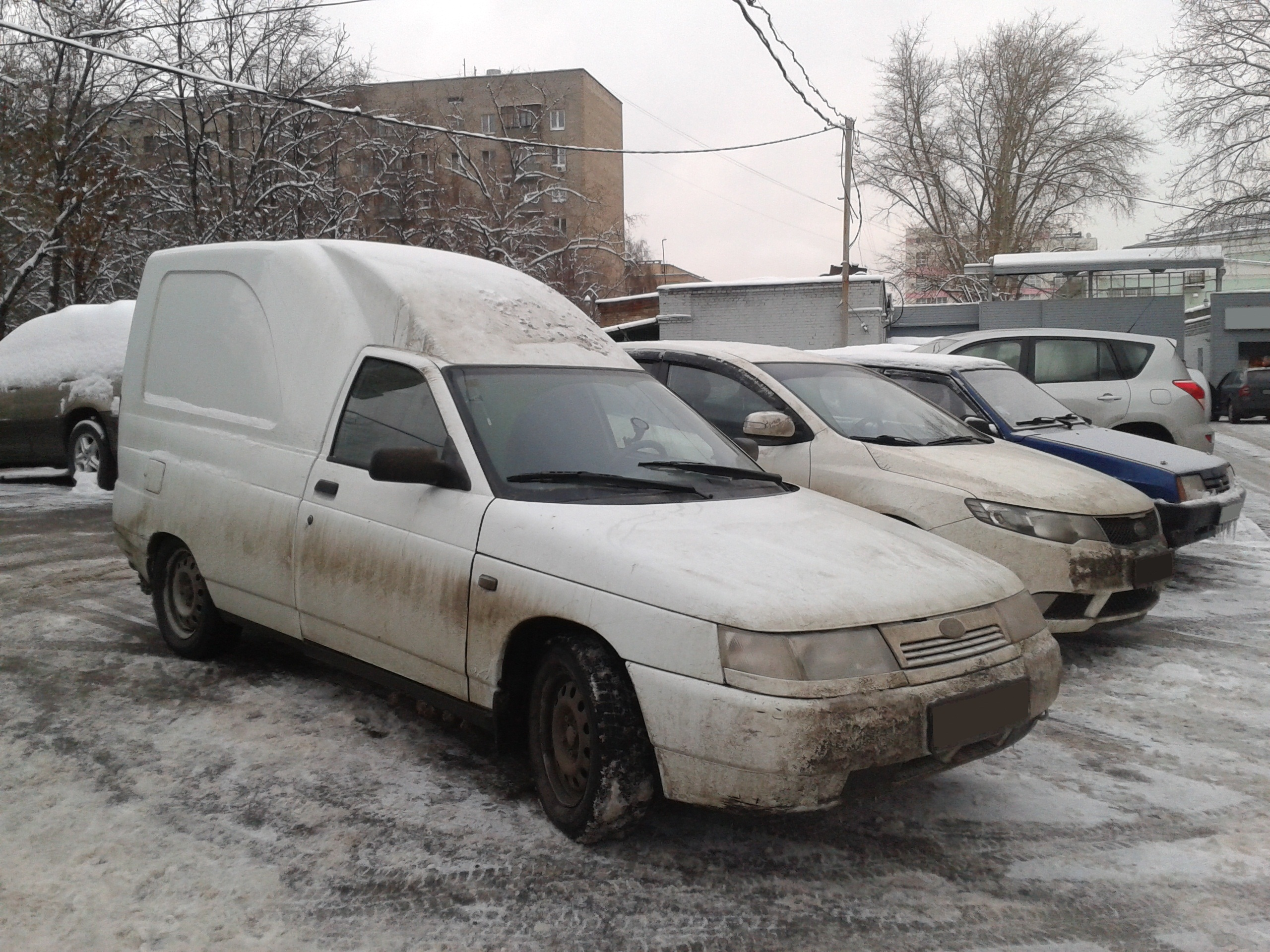
Богдан–2310
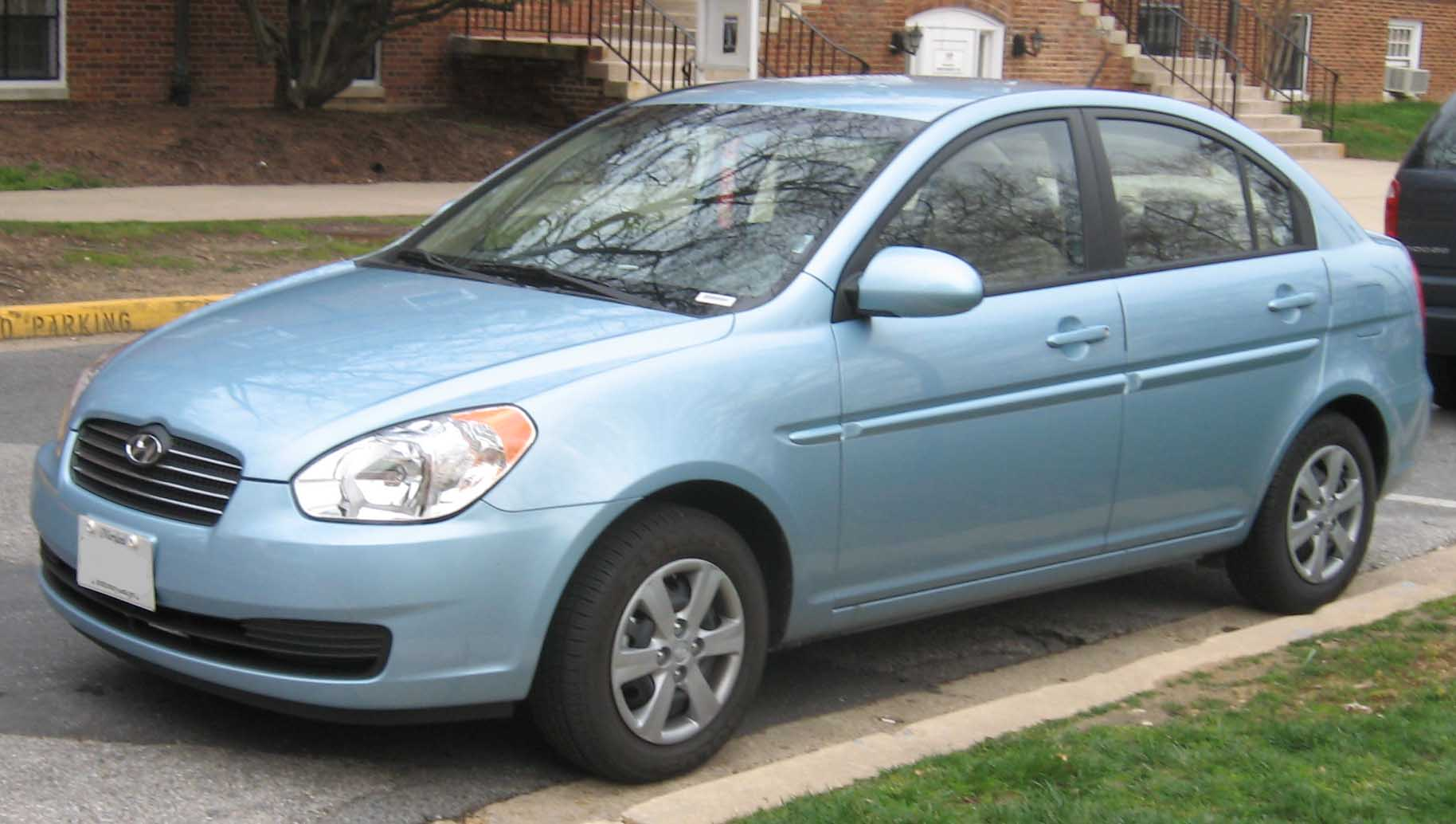
Hyundai Accent
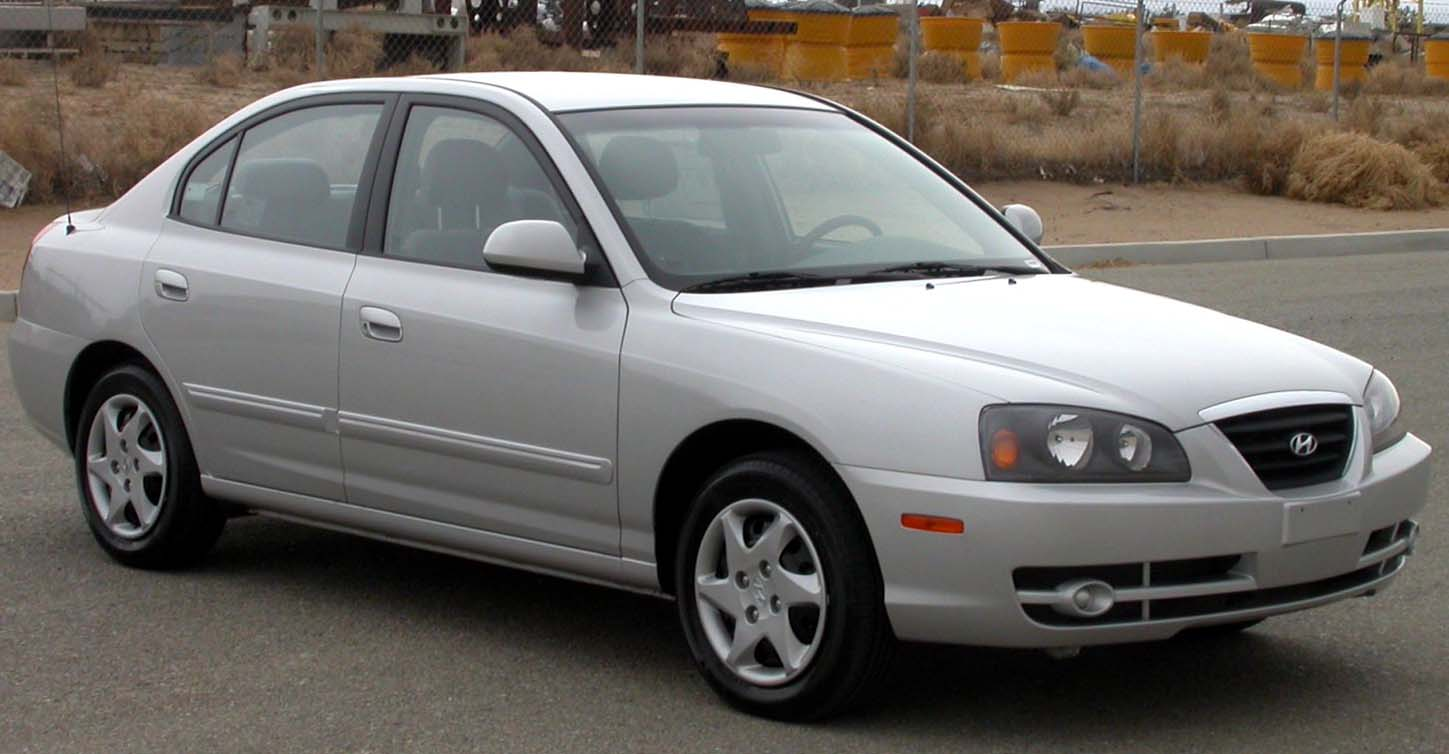
Hyundai Elantra XD
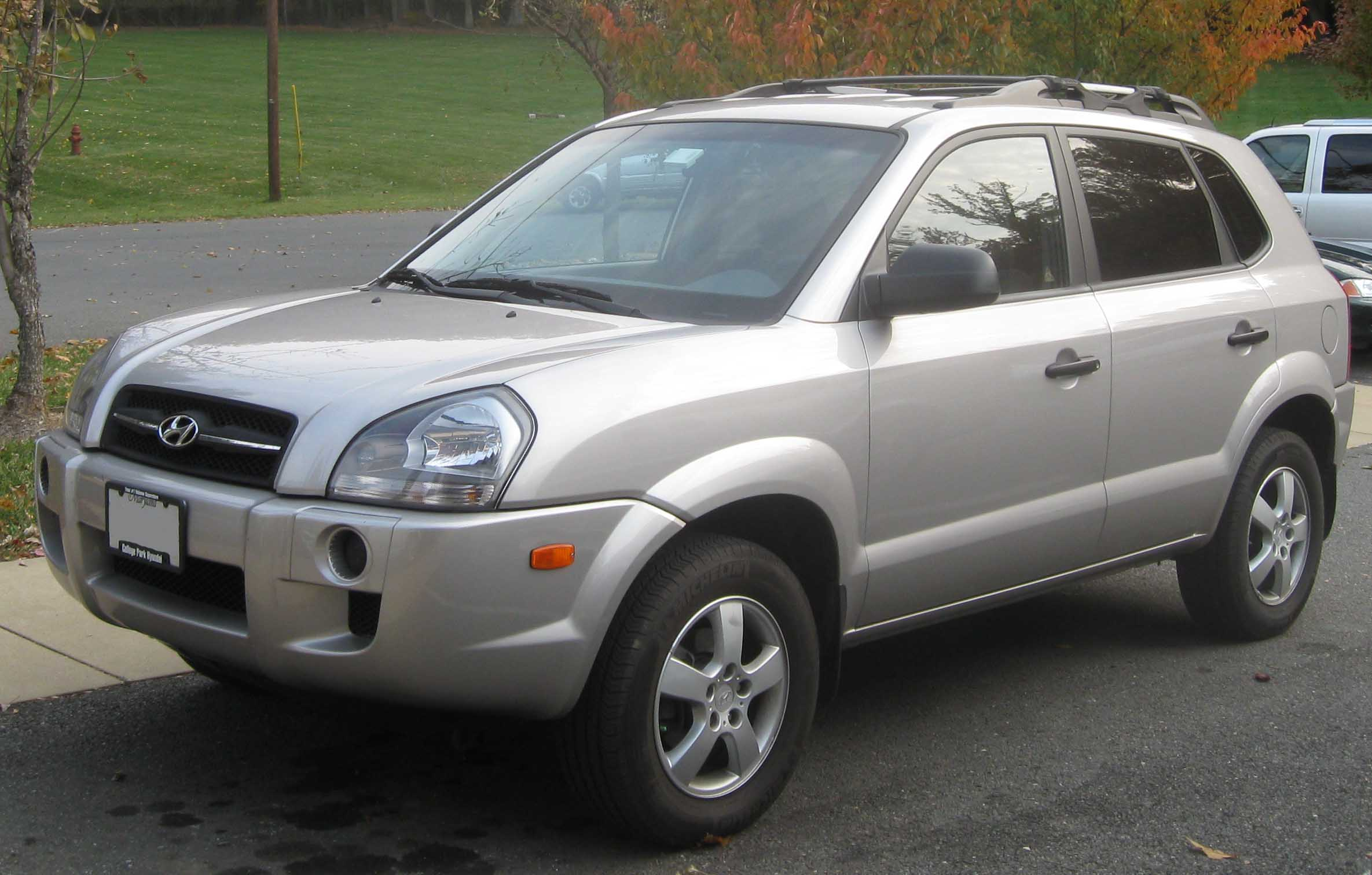
Hyundai Tucson
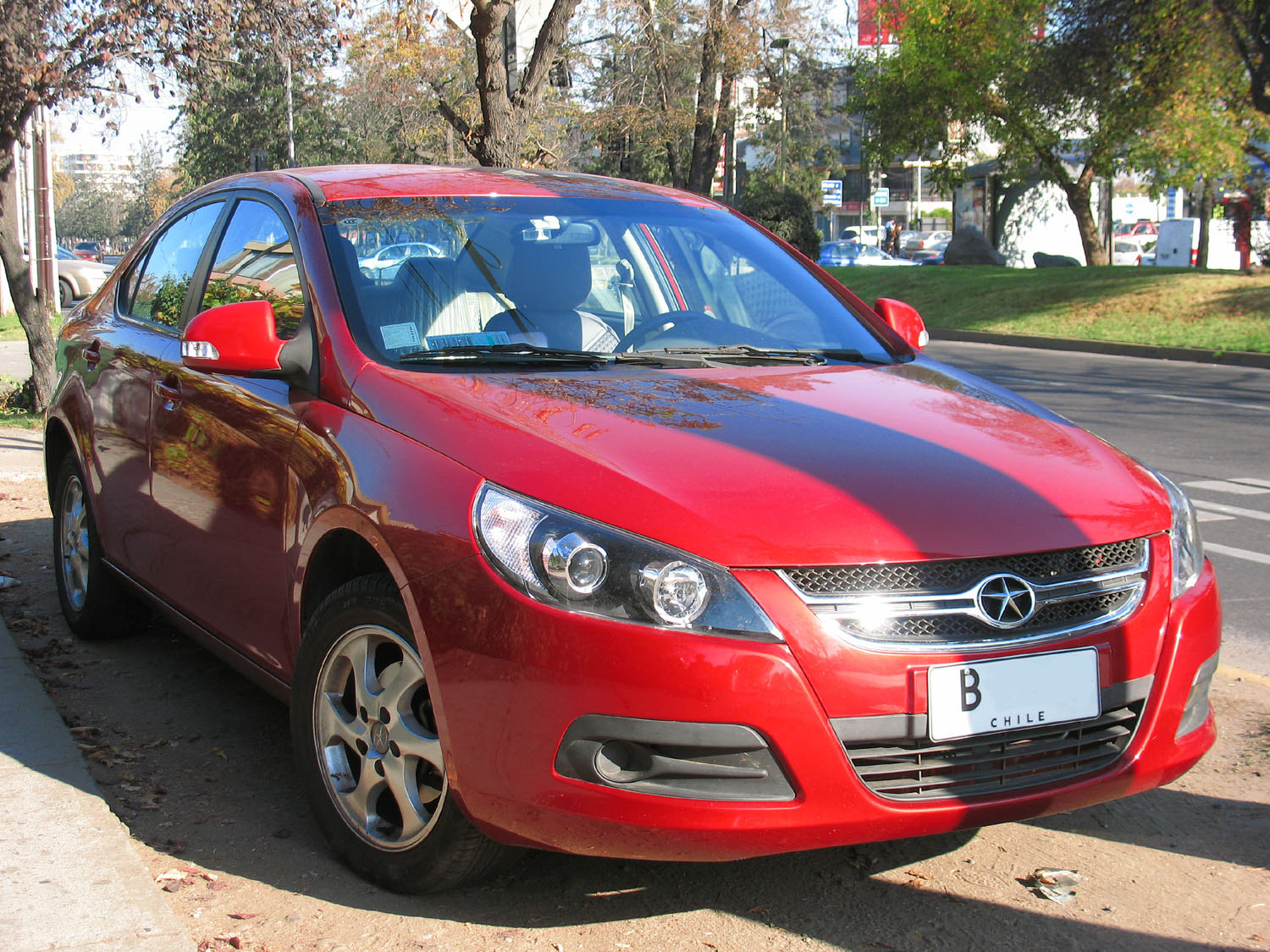
JAC J5

### Вантажні, військові та спеціальні автомобілі

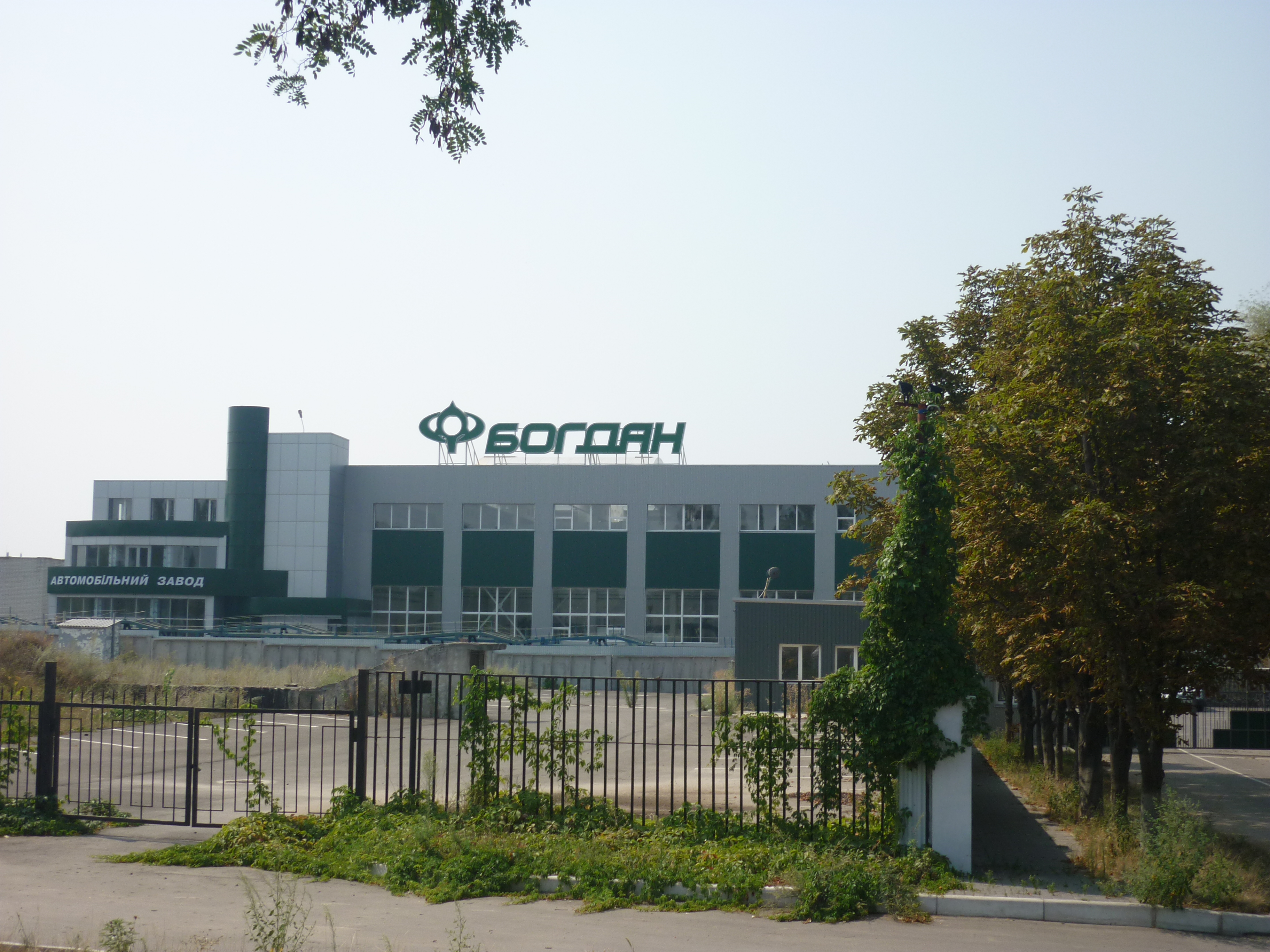
Черкаський автомобільний завод «Богдан» (вантажівки)

Виробництво вантажівок — один з перспективних напрямків діяльності корпорації «Богдан».
9 вересня 2008 року завершено будівництво автомобільного заводу з крупновузлового виробництва вантажних автомобілів в місті Черкаси (ДП «Автоскладальний завод № 3» ПАТ "Автомобільна Компанія «Богдан Моторс»).
Інвестиції склали майже 100 млн грн.

#### Виробничі потужності
Проєктна потужність заводу 15 000 автомобілів на рік. Підприємство має новітнє обладнання та цехи зі складання вантажівок, виробництва надбудов, зварювання, діагностичний та логістичний

#### Модельний ряд
На заводі виготовляють три моделі вантажівок: дві середньотонажні ISUZU NQR71P/R (ISUZU NPR75L-KL/LL) та ISUZU NMR85L, а також малотоннажна ISUZU NLR85AL.
В березні 2016 року прес-служба компанії повідомила про плани розпочати випуск деяких вантажних автомобілів Мінського автозаводу (МАЗ). Спочатку передбачалось великовузлове збирання: збірка шасі, зварювання, фарбування і установка вантажної платформи. «Надалі український автовиробник має намір локалізувати виробництво, залучаючи вітчизняних виробників комплектуючих». Перш за все, йдеться про дві повнопривідні моделі: МАЗ–5316 і МАЗ–6317.
Надалі «Богдан» планує організувати виробництво ще однієї моделі — сідельного тягача МАЗ–6425. Такі машини вже перебувають на озброєнні української армії. Зокрема вони були помічені за перевезенням нових вітчизняних бронетранспортерів БТР–4Е1.
В квітні 2017 року Черкаський завод «Богдан» передав до збройних сил України першу партію з 10 санітарних машин –. До кінця 2017 року планується закупівля ще 130 таких машин в рамках ДОЗ.
В грудні 2017 року вантажний автомобіль Богдан-6317 з двигуном WeichalPower допущений до експлуатації у ЗС України.
У квітні 2018 року «Богдан» презентував новий багатоцільовий позашляховик Богдан–2351. Він має замінити застарілий УАЗ. Нова машина має двигун потужністю 143 к/с, вищу максимальну швидкість та вантажопідйомність 1000 кг.

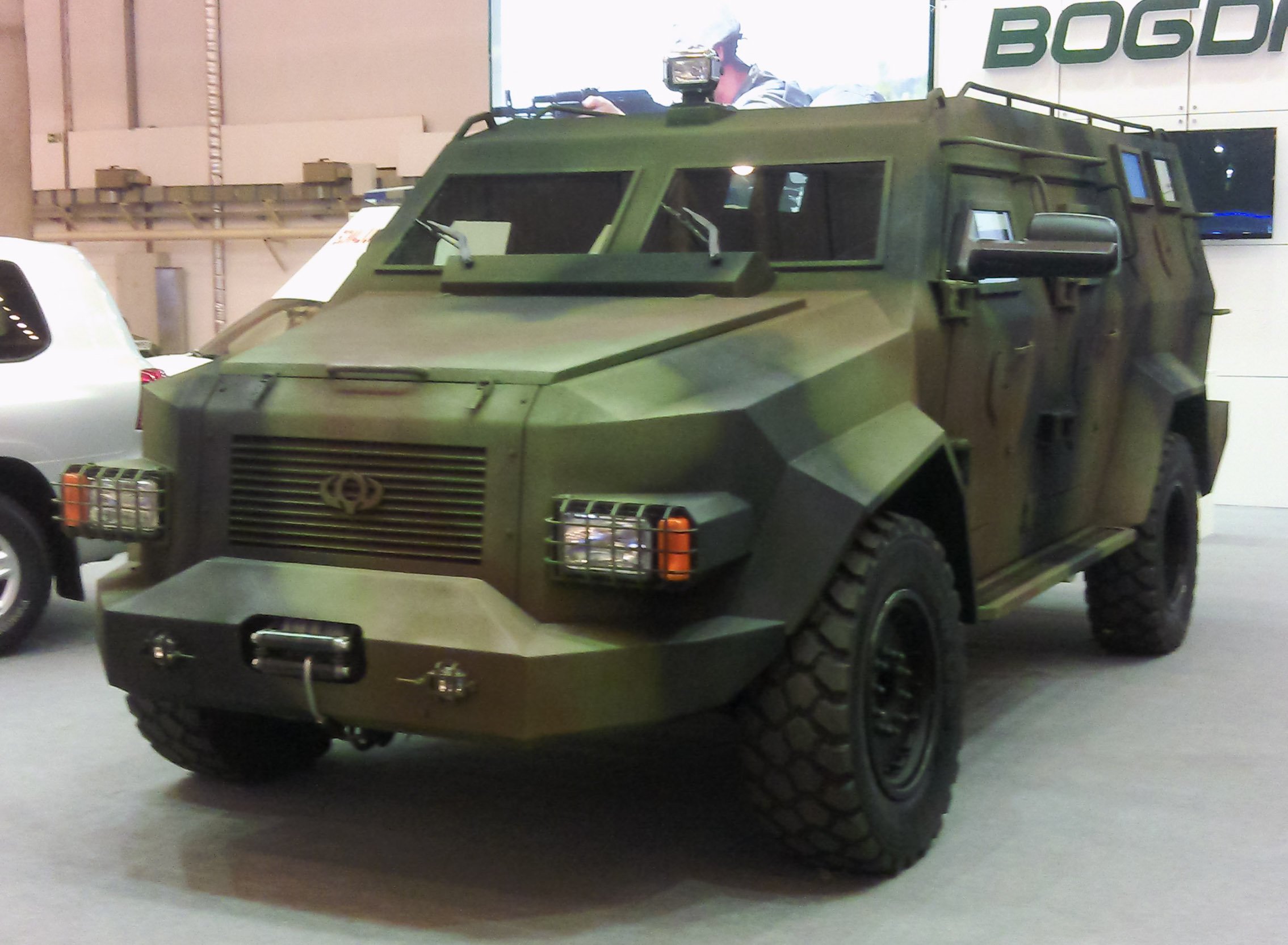
Богдан Барс–8 (протопип)
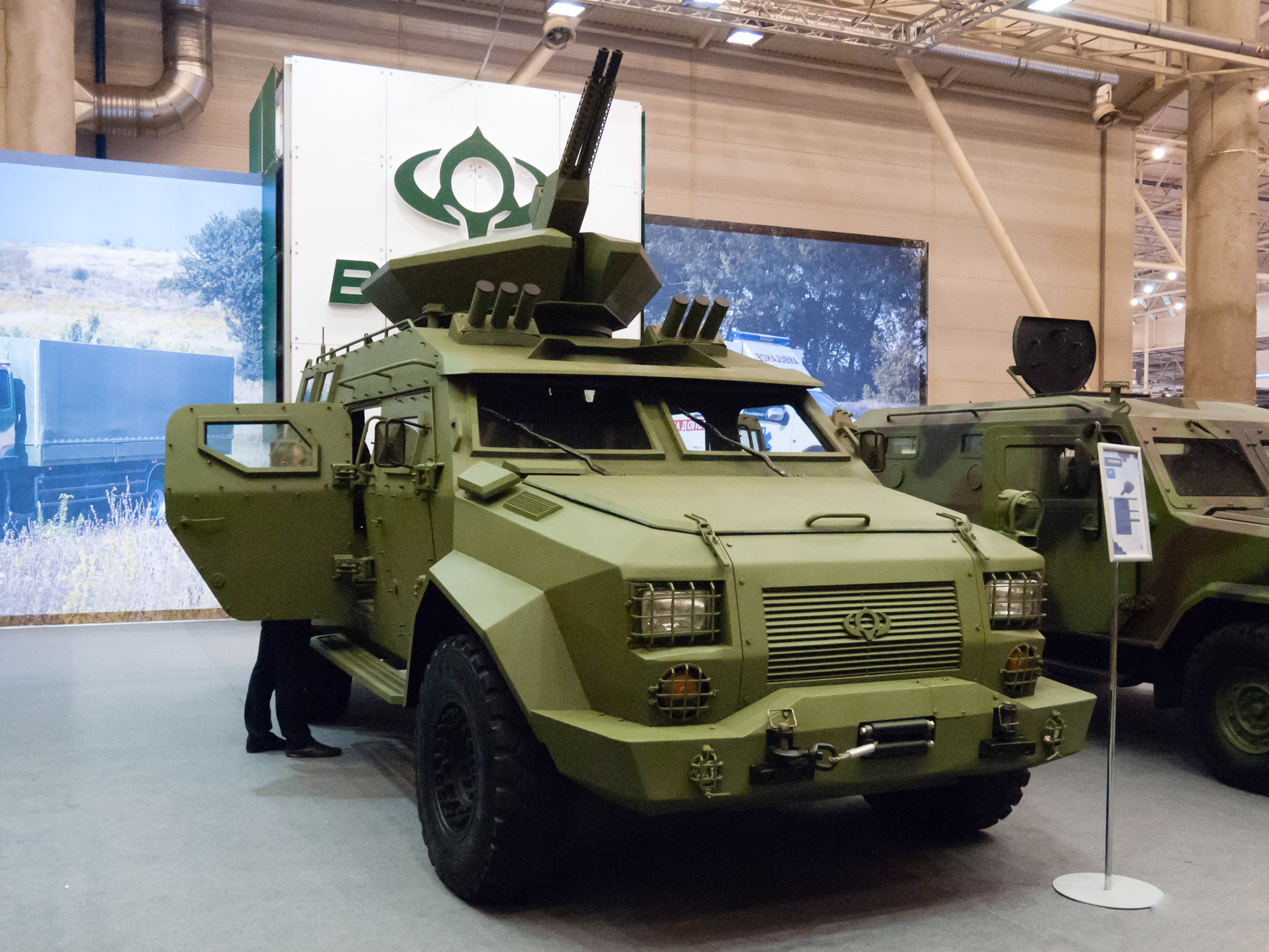
Богдан Барс–8 (серійний)
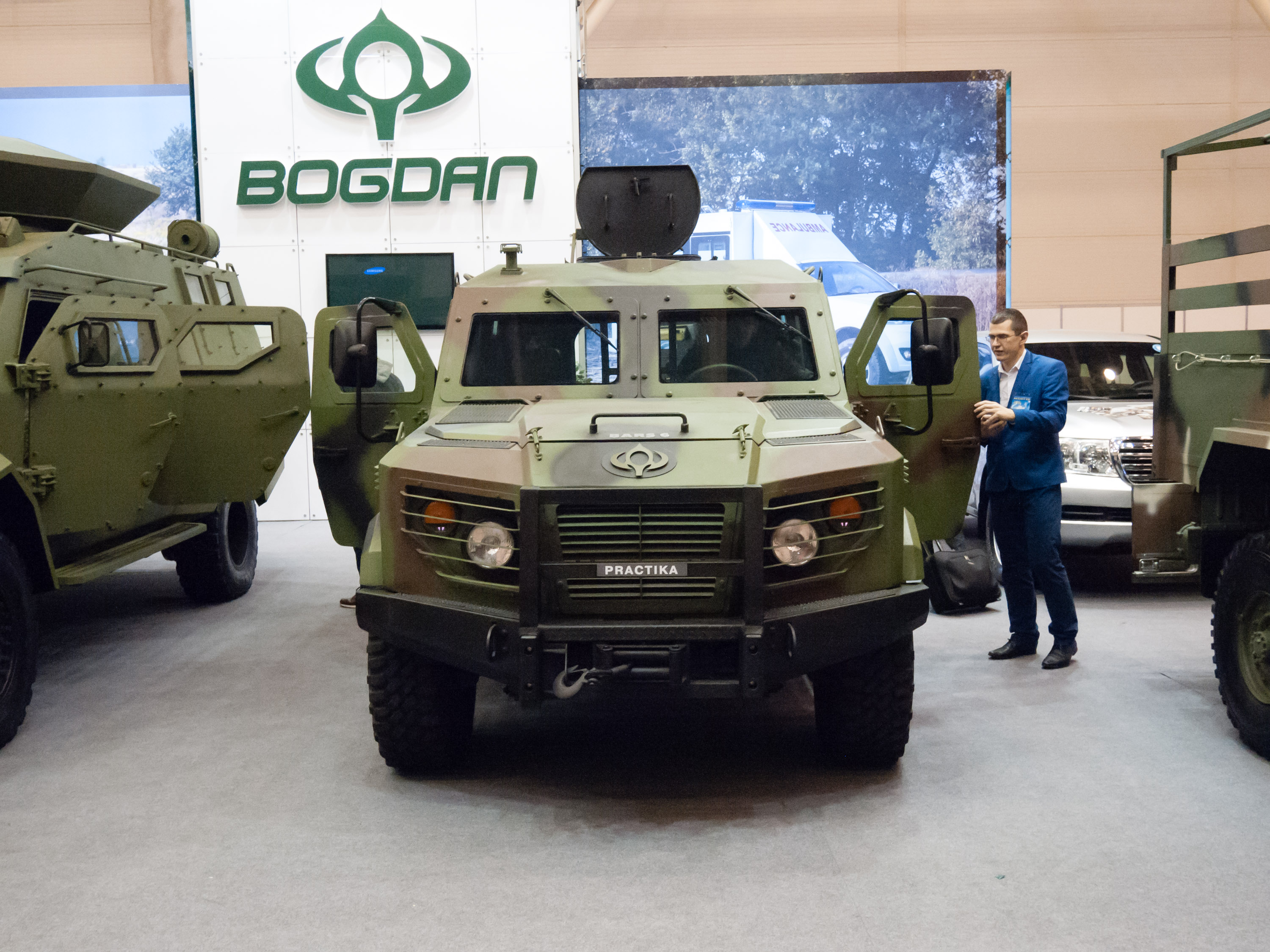
Богдан Барс–6 (серійний)
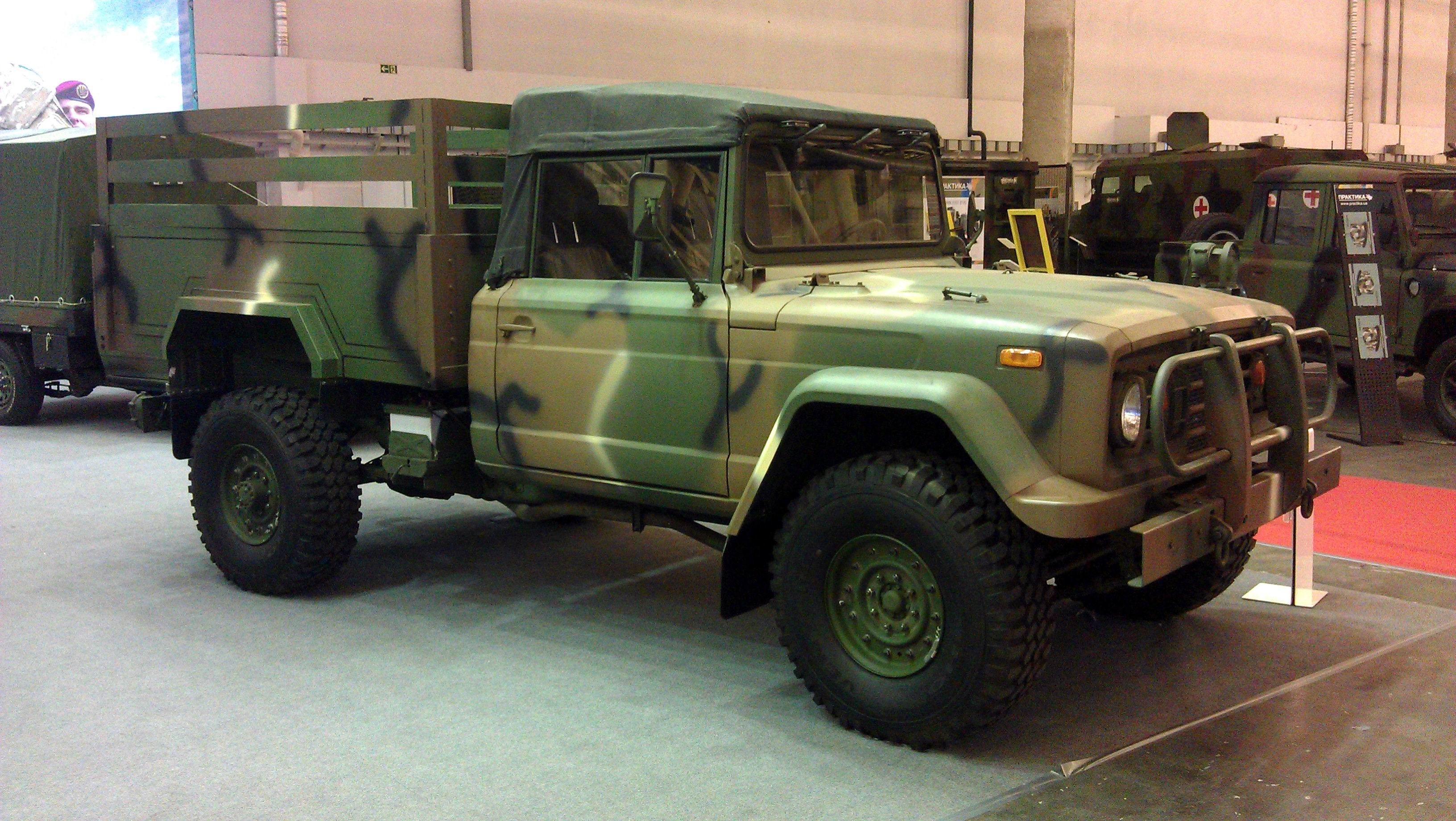
Bogdan–KIA Military KM–450
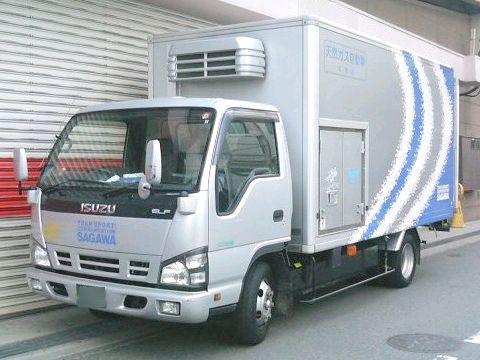
ISUZU N–series

### Автобуси і тролейбуси

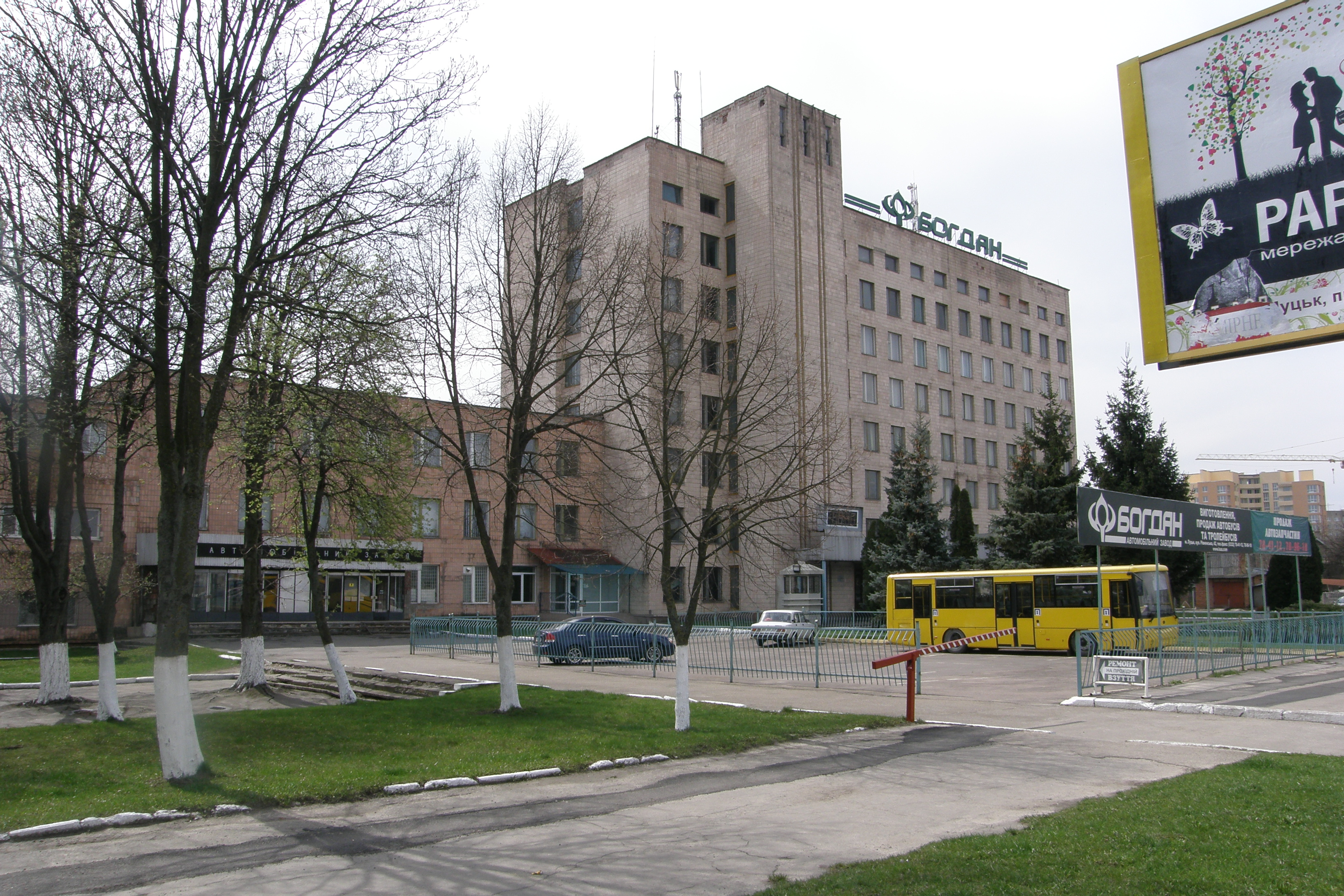
Автоскладальний завод № 1 «Богдан Моторс» (колишній ЛуАЗ) в Луцьку

Виробництво автобусів «Богдан» почалося в 1999 році. Особливість конструкції автобусів «Богдан» полягає у використанні єдиної агрегатної бази Isuzu (Японія). Саме з початком виробництва автобусів Корпорація «Богдан» заявила про себе як про національного автовиробника.
Поряд з розвитком виробництва автобусів і тролейбусів в Україні, корпорація веде активну роботу з організації виробництва за межами країни. 2011 року ВАТ «Черкаський автобус», який займався випуском автобусів вийшов зі складу корпорації і почав збір оновлених автобусів вже під новою маркою «Ataman» (крім того ще випускаються старомодельні автобуси марки «Богдан»).
ДП «Автоскладальний завод № 1» ПАТ "Автомобільна Компанія «Богдан Моторс» (в минулому ВАТ «Луцький автомобільний завод») створене на базі Луцького виробничого майданчику корпорації «Богдан».
Основним завданням підприємства є виробництво автобусів малого, середнього, великого та надвеликого класу та тролейбусів різних модифікацій.

#### Виробничі потужності
ДП «АСЗ № 1» АТ «АК „Богдан Моторс“» може виготовляти до 8000 автобусів та тролейбусів на рік. Підприємство має пресово-заготівельне, кузовне, фарбувальне, складальне виробництво, комплекс діагностики, доводки та здачі.

#### Модельний ряд
Завод випускає малі, середні, великі, надвеликі автобуси та тролейбуси різних модифікацій; зокрема, туристичні, міжміські, приміські, міські, спеціалізовані та шкільні.

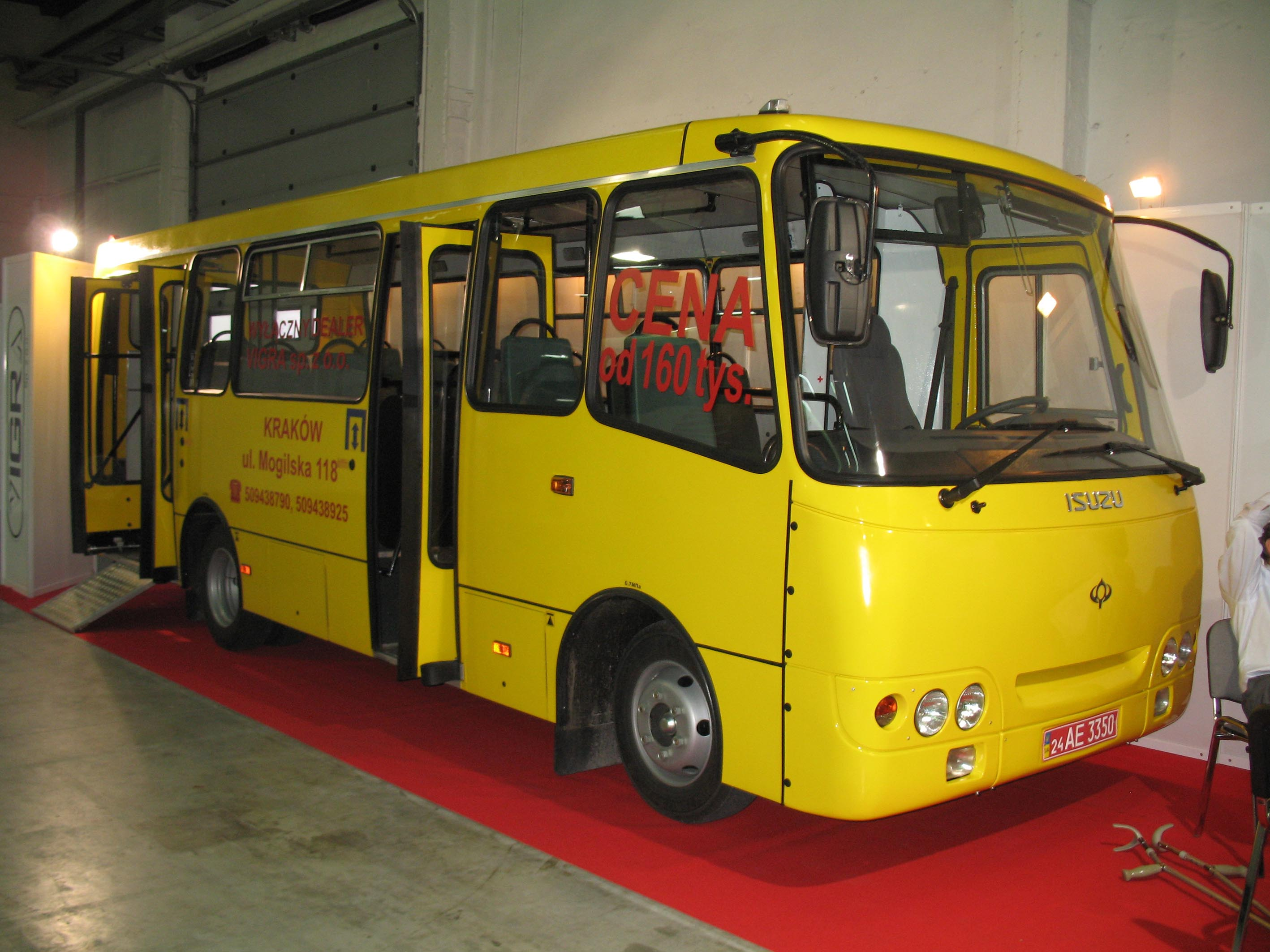
Автобус Богдан А092
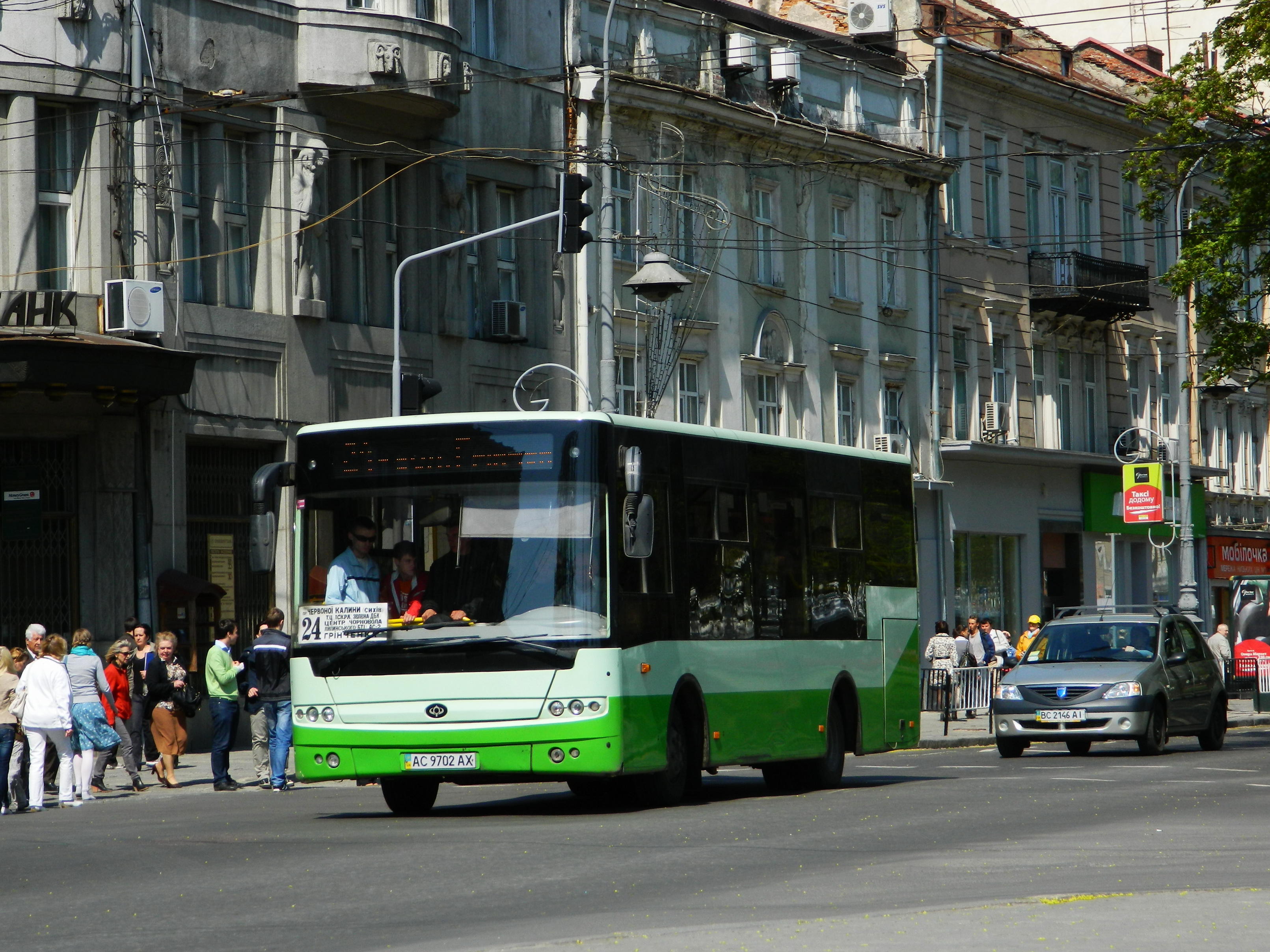
Автобус Богдан А092.80
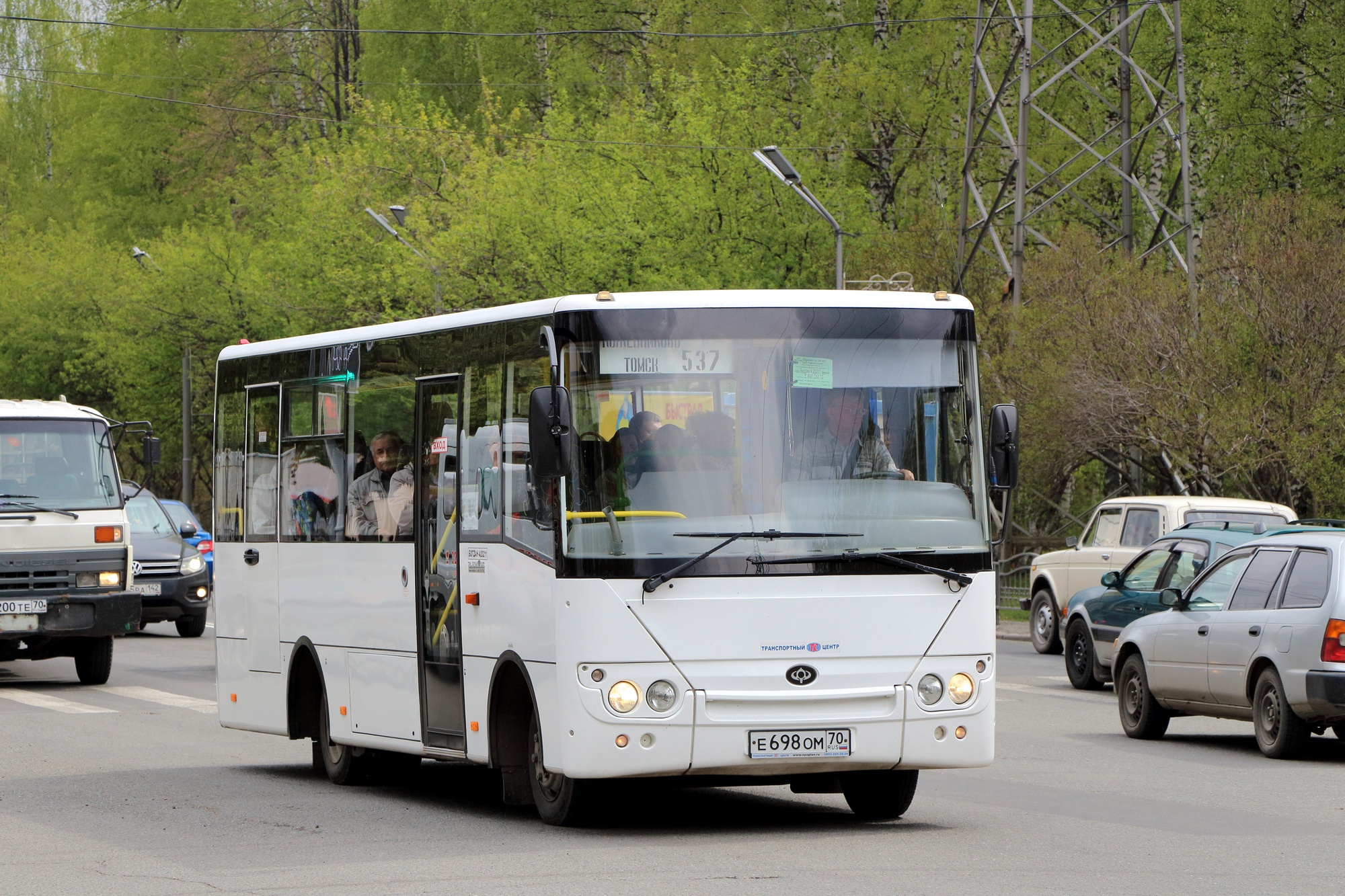
Автобус Богдан А201
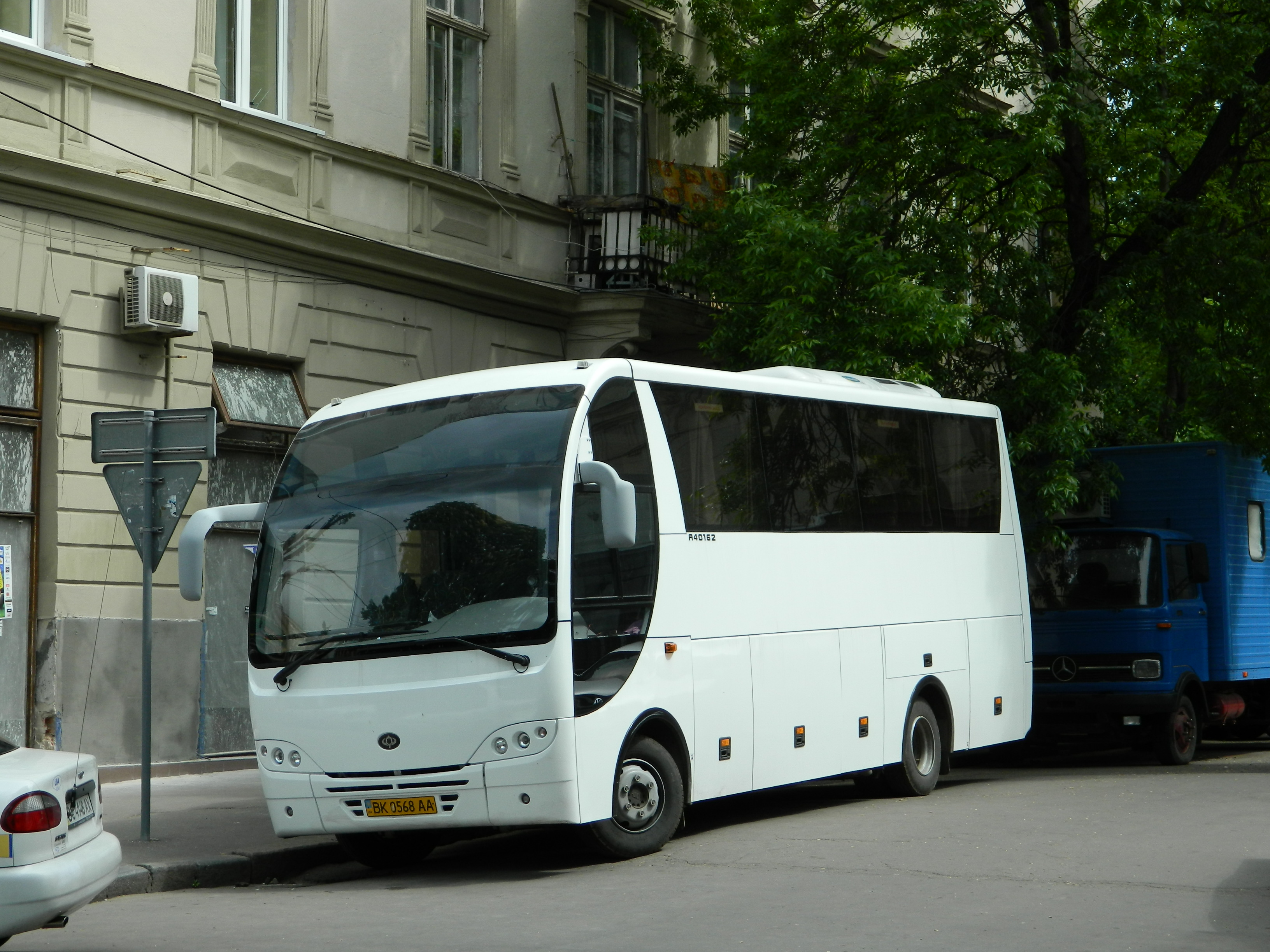
Автобус Богдан А401.62
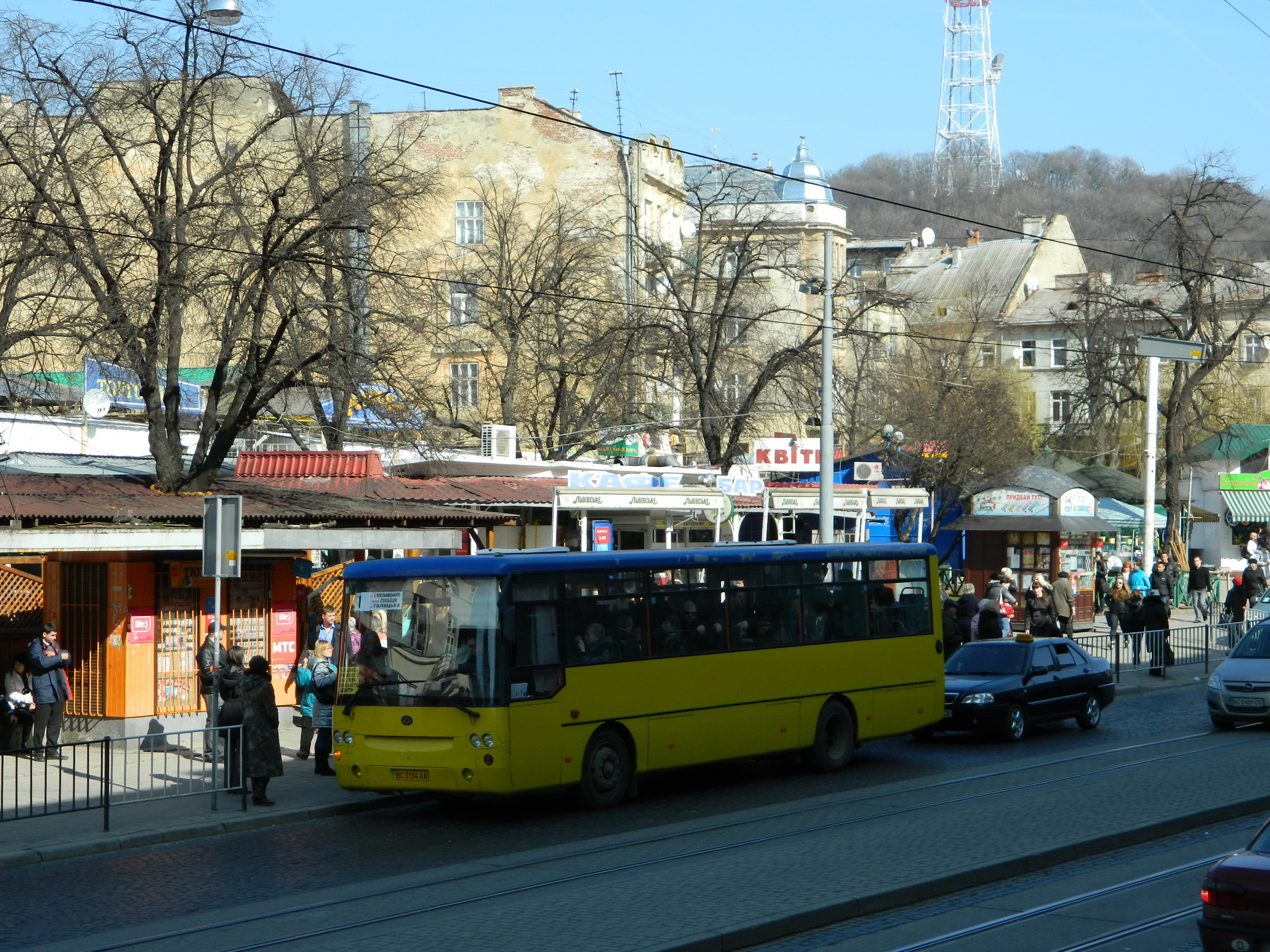
Автобус Богдан А144
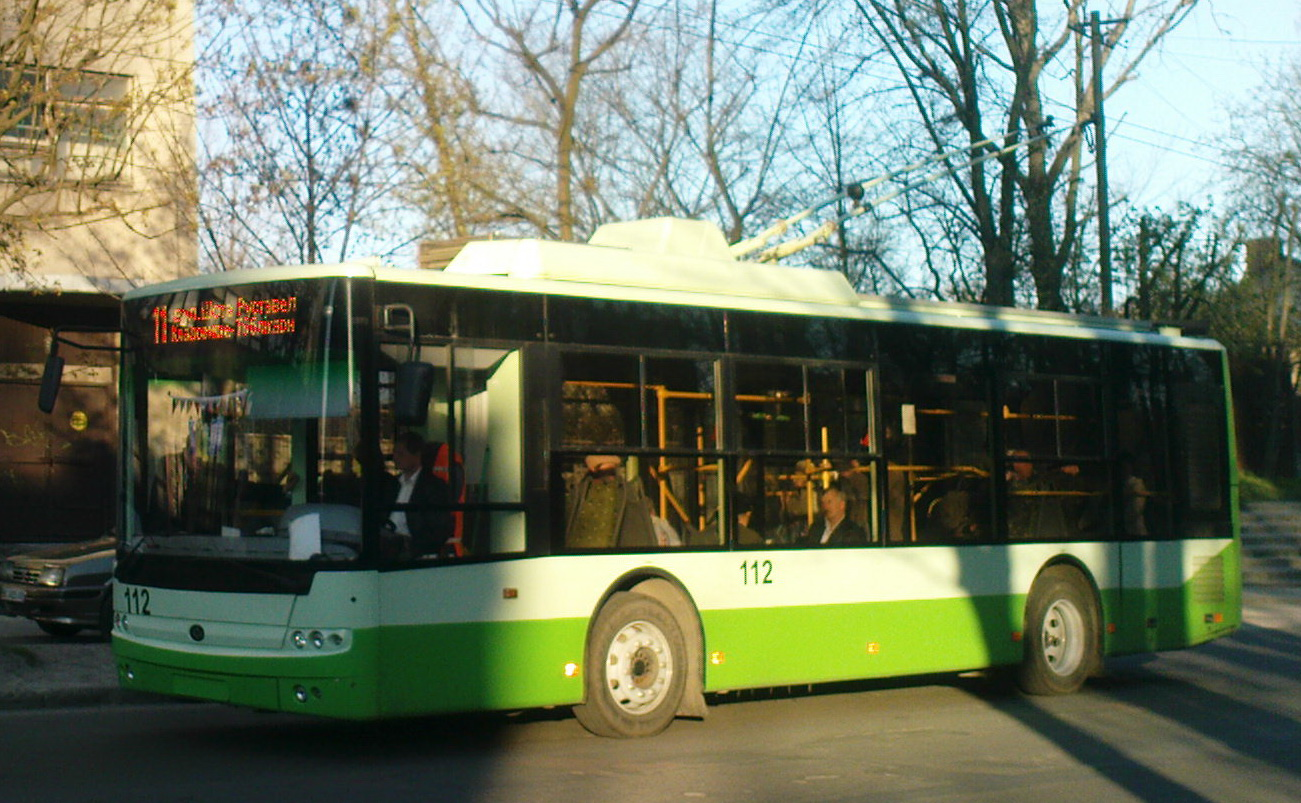
Тролейбус Богдан Т60111
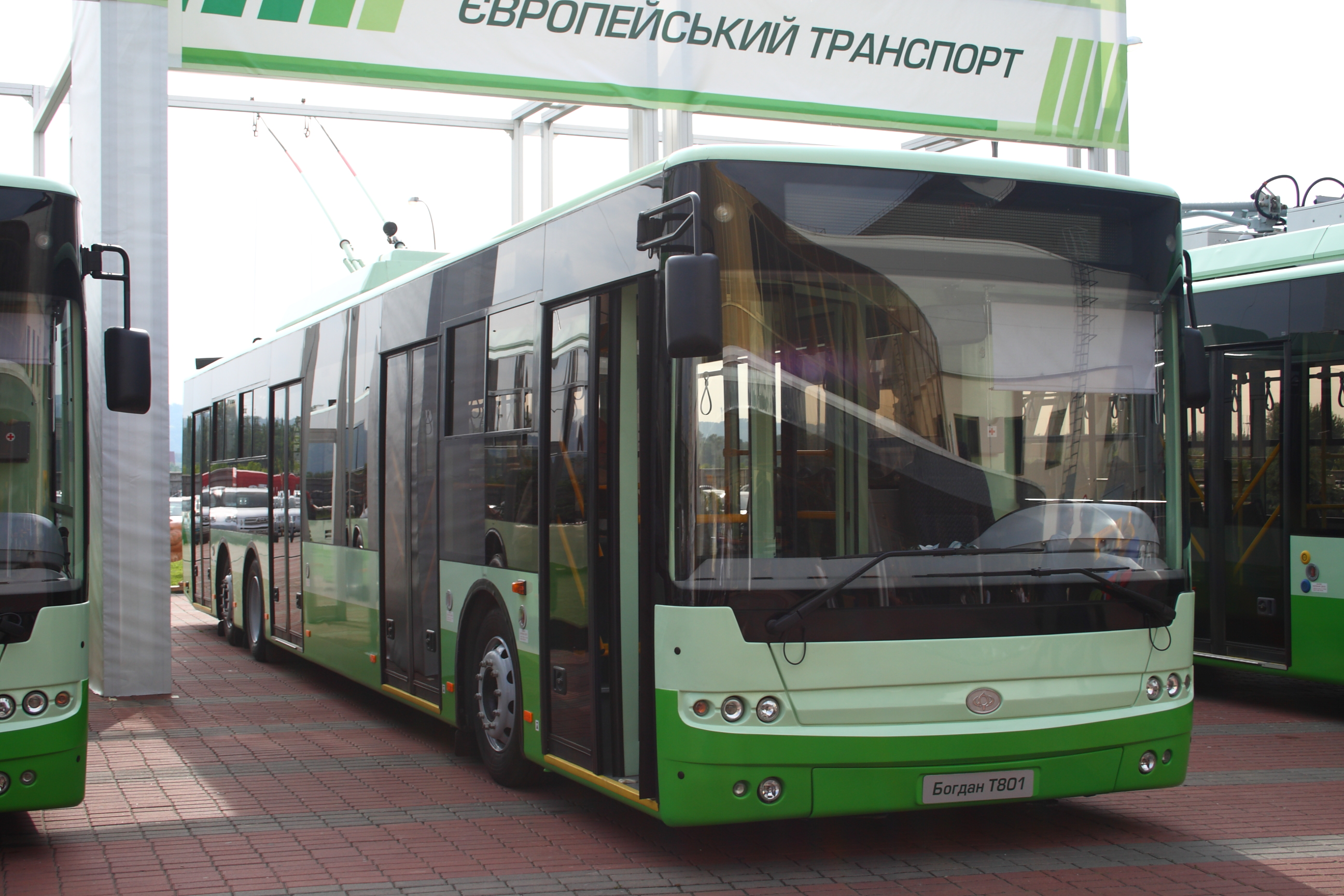
Тролейбус Богдан Т801
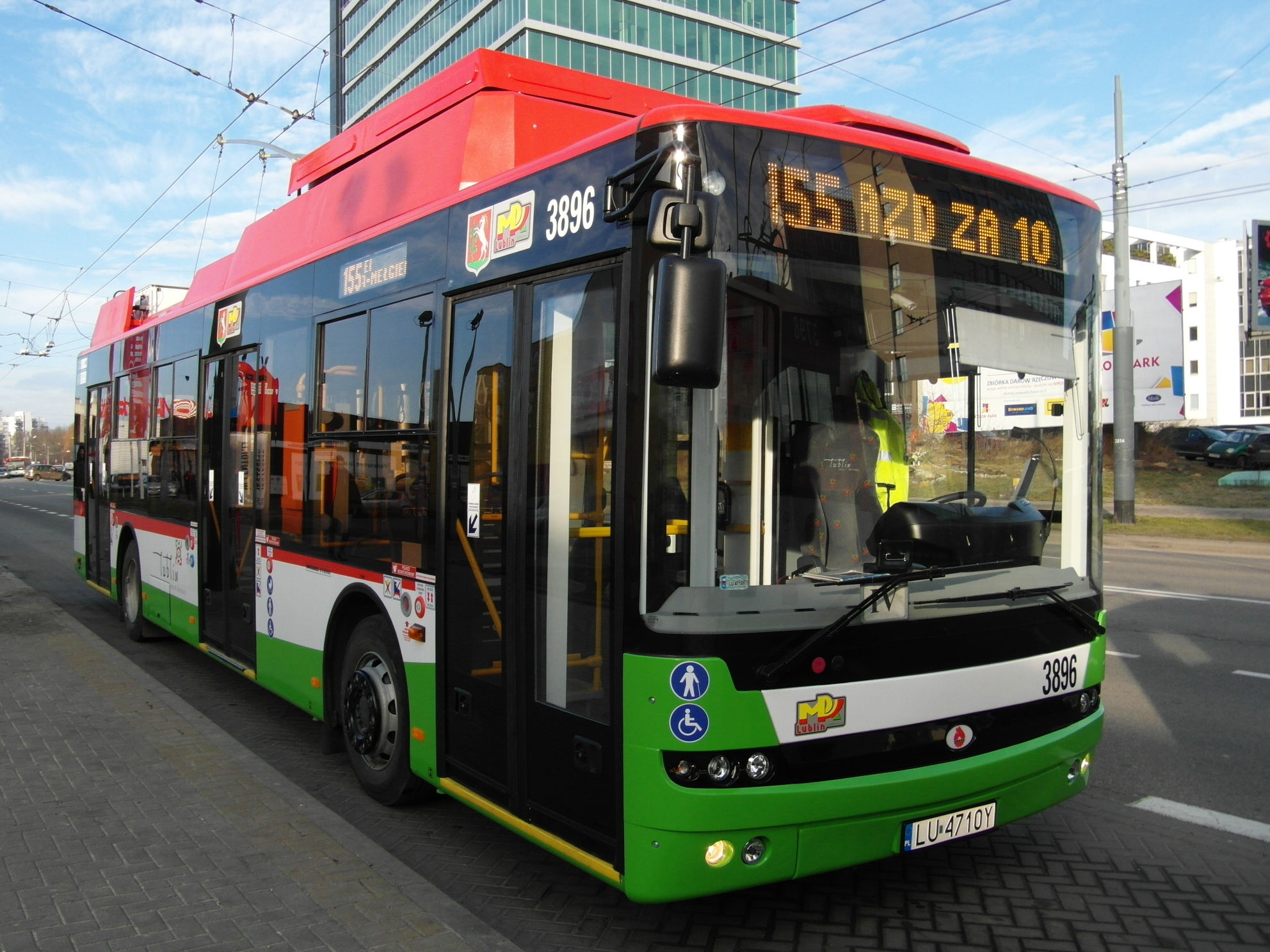
Один з 38 тролейбусів побудований спільно Богданом і польським Ursus для Любліна у 2013–2015 роках

## Об'єми випуску
| Роки випуску | 2007   | 2008   | 2009   | 2010   | 2011   | 2012   | 2013  | 2014  | 2015 | 2016 | 2017 | 2018 |
| ------------ | ------ | ------ | ------ | ------ | ------ | ------ | ----- | ----- | ---- | ---- | ---- | ---- |
| Легковики    | 54 215 | 87 328 | 14 386 | 19 190 | 20 240 | 12 034 | 5 958 | 1 999 | 0    | 0    | 0    | 0    |
| Автобуси     | 3 422  | 3 744  | 605    | 867    | 144    | 455    | 496   | 64    | 54   | 78   | 110  | 50   |
| Вантажівки   | 835    | 2000   | 7      | 1035   | 650    | 876    | 284   | 122   | 6    | 0    | 0    | 0    |
| Загалом      | 58 472 | 93 072 | 14 998 | 21 092 | 21 034 | 13 365 | 6 738 | 2 185 | 60   | 78   | 110  | 50   |

Окрім показників наведених у таблиці вище, також слід враховувати те, що корпорація «Богдан» виготовляє тройлебуси та виконує військові замовлення(на вантажівки, позашляховики та бронеавтомобілі).

## Проблеми з якістю
Наприкінці 2017 року в Україні виник скандал через непридатність медичного обладнання та самого автомобіля для використання в зоні ведення бойових дій внаслідок його низьких характеристик, поганої якості виготовлення і збірки. Виробництво і закупівлю санітарних автомобілів Богдан–2251 зупинено.
28 січня 2018 року в прямому ефірі громадського радіо член Ради волонтерів при Міністерстві оборони України Валентина Варава зазначила, що з 100 санітарних автомобілів Богдан–2251 на фронт передали 50 автомобілів, причому 25 з них зламались не проїхавши і 10 000 кілометрів.

## Банкрутство
6 липня 2021 року господарський суд Дніпропетровської області визнав банкрутом Приватне акціонерне товариство "Автомобільна Компанія «Богдан Моторс», що входить в корпорацію «Богдан Моторс». Суд відкрив ліквідаційну процедуру. Борги компанії перед кредиторами, серед яких є споріднені підприємства, склали 6 700 000₴.